# Heinrich Oberländer (Schauspieler)

Heinrich Oberländer

Heinrich Oberländer (* 22. April 1834 in Landeshut, Schlesien; † 30. Januar 1911 in Berlin) war ein deutscher Theaterschauspieler und Schauspiellehrer des 19. Jahrhunderts.

## Leben und Wirken
Der Apothekersohn Heinrich Oberländer war Autodidakt. Sein erstes Engagement führte ihn 1856 ans Stadttheater von Bremen, wo er am 21. Februar desselben Jahres mit dem jungen Förster Gustav im Stück „Der Weiberfeind“ seinen Einstand gab. In der Folgezeit spielte er in kurzen Abständen an Bühnen in Oldenburg, Görlitz, Liegnitz, Breslau und Königsberg, ehe er 1860 ans Prager Landestheater wechselte. Nach drei Jahren traf er 1863 in Weimar ein, um einer Verpflichtung an das dortige Hoftheater als Regisseur nachzukommen. 1871 ging Oberländer schließlich nach Berlin, einem Ruf an das Königliche Hoftheater folgend. Dieser renommiertesten Bühne des deutschen Kaiserreichs blieb er die kommenden vierzig Jahre – seit 1876 auf Lebenszeit verpflichtet – bis zu seinem Tode treu.
In jungen Jahren machte sich Oberländer einen Namen als Komödiant. Später spielte er mit großem Erfolg humoristische Charakter-, aber auch ernste Väterrollen. Zu seinen bekanntesten Rollen zählen der Just (in Minna von Barnhelm), der Polonius (in Hamlet), der Falstaff, der Malvolio (in Was ihr wollt), der Mephisto sowie der Sekretär Wurm und der Musikus Miller (beide in Kabale und Liebe). Gastspiele führten ihn unter anderem nach München (1880) und erneut nach Prag (1900).
Oberländer hatte sich rasch den Ruf als verlässlicher und „ausgezeichneter Darsteller bürgerlicher Charaktere“ erworben. Er war „stets bestrebt, dem Ganzen zu dienen, mit seinen Leistungen nie gewaltsam hervorzutreten, sondern sich stets harmonisch dem Ensemble einzufügen. Was immer er spielt, macht den Eindruck schlichtester Einfachheit, wodurch die Wirkung nur noch erhöht wird.“

## Als Schauspiellehrer und Schriftsteller
Heinrich Oberländer hat seit seinem Wechsel nach Berlin 1871 eine Fülle von renommierten Schauspielern des ausgehenden 19. und frühen 20. Jahrhunderts ausgebildet. Zu den bekanntesten Oberländer-Schülern zählen Albert Bassermann, August Bassermann, Adalbert Matkowsky, Guido Thielscher, Robert Nhil, Friedrich Basil, Wilhelmine Sandrock, Hermann Vallentin, Walter Steinbeck und Reginald Pasch.
Außerdem tat er sich als Fachautor hervor. Oberländers Sachbücher tragen die Titel „Übungen zum Erlernen einer dialektfreien Aussprache“ (drei Teile) und „Dramatische Szenen für den Unterricht“. Er verfasste aber auch eine Reihe von Theaterstücken, darunter die Einakter-Lustspiele bzw. Schwänke „Ein Mann hilft dem andern“, „Leni“ und „Der Selbstmörder“. Oberländers „Der Herr Regierungsrat“ war ein Schauspiel, sein „Gerichtet“ ein Dramolett. Diese Arbeiten entstanden zum Ende des 19. Jahrhunderts.

## Ehrungen und Auszeichnungen
Oberländer hatte im Laufe seiner langjährigen Theatertätigkeit eine Reihe von Auszeichnungen erhalten. Dazu zählen vor allem die Kgl. Bayerische Ludwigs-Medaille für Kunst und Wissenschaft sowie die Großherzogl. Mecklenburg-Schwerinsche Verdienstmedaille I. Klasse für Kunst und Wissenschaft. Außerdem erhielt er den Professoren-Titel.

## Privates
Oberländer war von 1869 bis 1884 mit der Opernsängerin Laura Laufer verheiratet, die wie er an den Königlichen Schauspielen auftrat. 1911 wurde er auf dem Friedrichswerderschen Friedhof an der Bergmannstraße in Berlin-Kreuzberg beigesetzt. Sein Grabstein wurde mit einem Porträtrelief des Verstorbenen, einem Werk des Bildhauers Albert Manthe, geschmückt. Oberländer war wie Albert Manthe und der Schauspieler Paul Dehnicke Mitglied der Schlaraffen in der „Loge“ Schlaraffia Berolina.

## Schüler (Auswahl)
- Friedrich Basil, August Bassermann, Elsa Bielitz, Kurt Boeck, Käthe Brandt, Max Door, Alexander Engels, Hugo Froelich, Hans Gelling, Colla Jessen, Eduard Le Seur, Adalbert Matkowsky, Reginald Pasch, Georg Paeschke, Wilhelmine Sandrock, Walter Steinbeck, Guido Thielscher